# William Foden

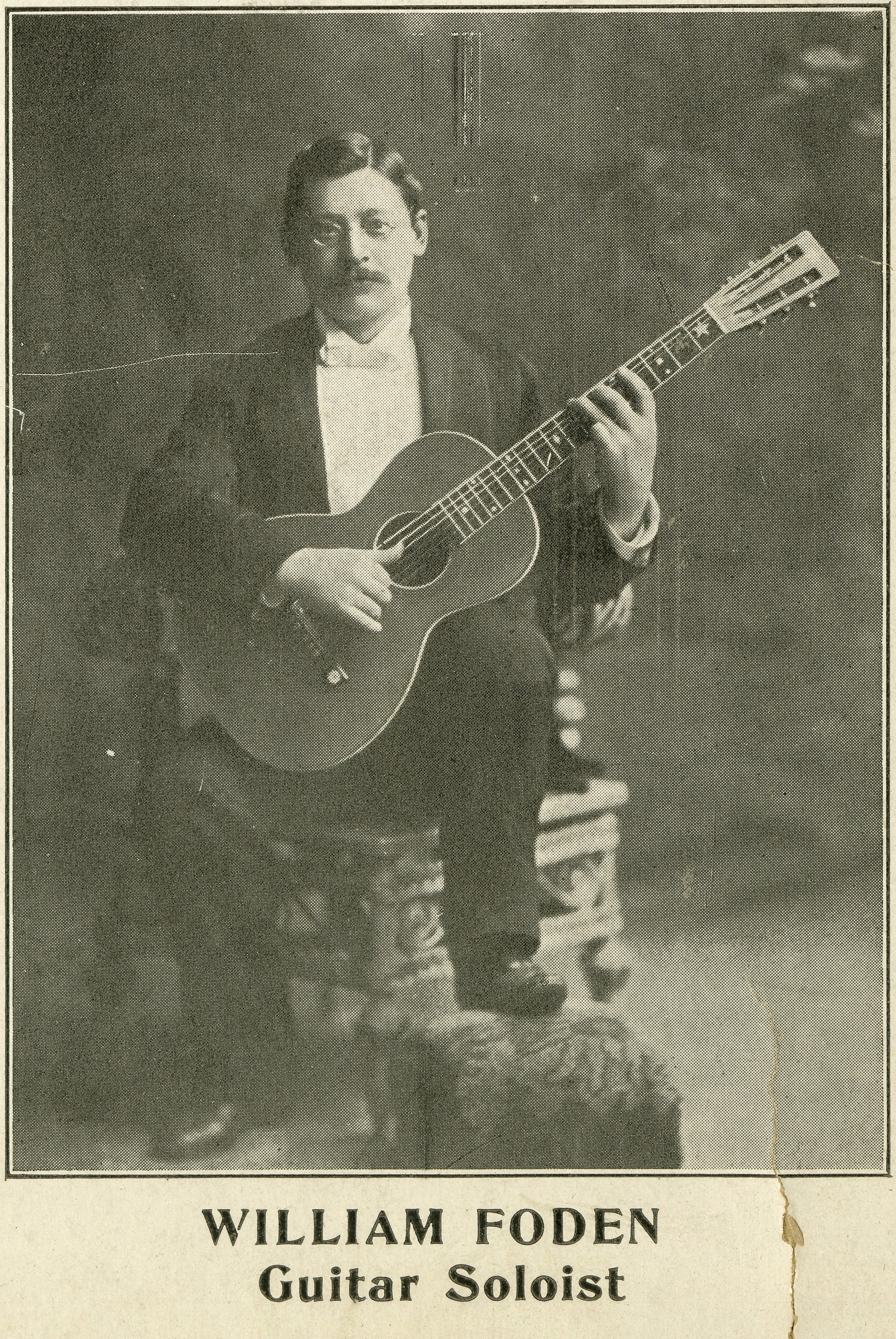
William Foden, 1918

William Foden (* 23. März 1860 in St. Louis; † 9. April 1947 in Englewood) war ein US-amerikanischer Gitarrist, Komponist und Musikpädagoge. Foden gilt als Amerikas führender klassischer Gitarrist der 1890er Jahre und der ersten Jahrzehnte des zwanzigsten Jahrhunderts.

## Leben

### Jugend und Ausbildung

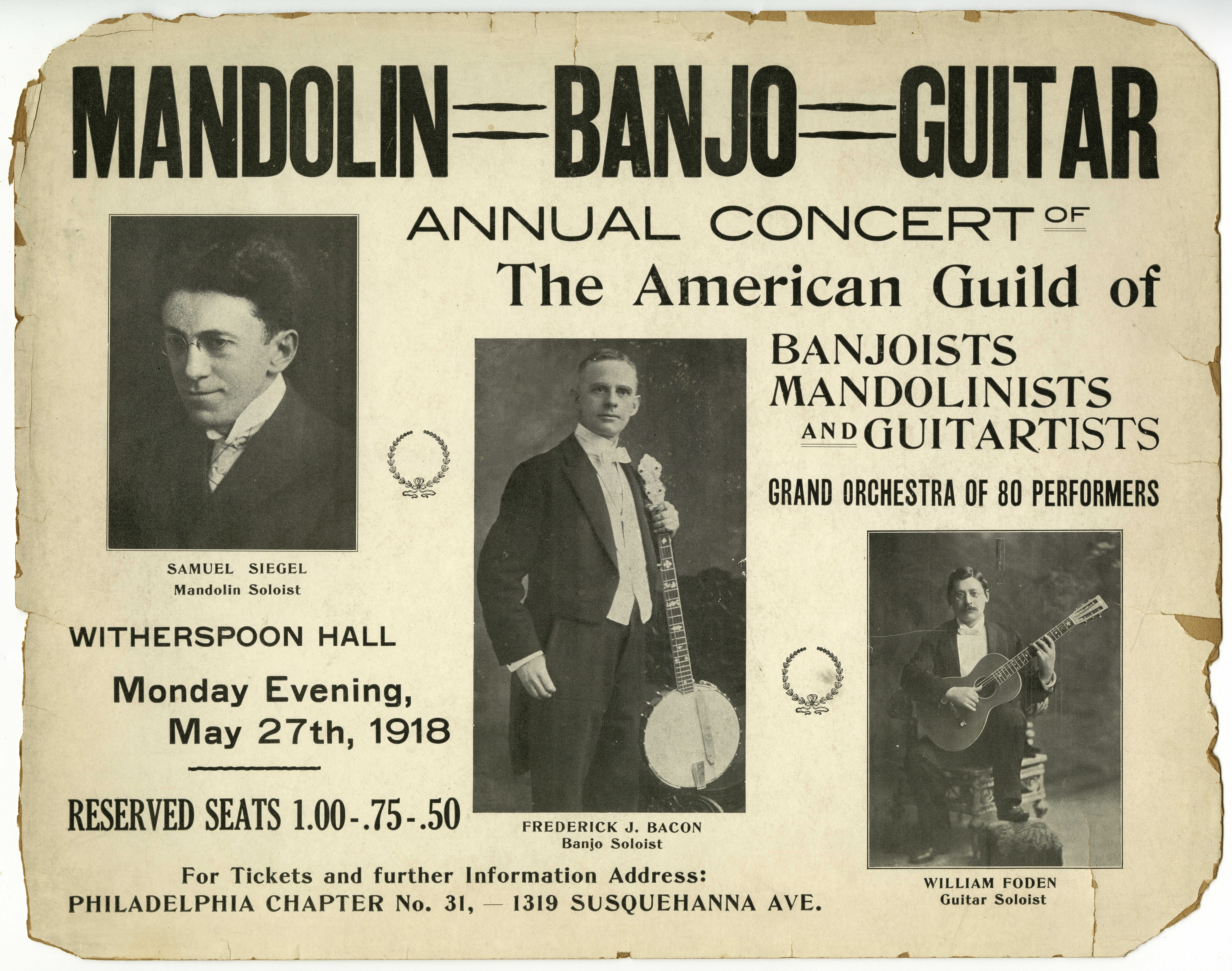
Werbung der American Guild of banjoists, mandolinists and guitarists, 1918. Es zeigt prominente Instrumentalisten der Organisation, den Mandolinisten Samuel Siegel, den Banjospieler Frederick J. Bacon und den Gitarristen William Foden.

Foden wurde in St. Louis, Missouri geboren und begann im Alter von sieben Jahren Violine zu spielen. Mit sechzehn Jahren wechselte er zur Mandoline und zur klassischen Gitarre. Er studierte Gitarre bei William O. Bateman (1825–1883), „einem erfolgreichen Anwalt, Musikgraveur, Gitarristen und landesweit anerkannten Gitarrenkomponisten“. Im Alter von sechzehn Jahren wurde er Leiter des örtlichen Mandolinenorchesters.

### Berufliche Laufbahn
Seine berufliche Laufbahn begann in den 1880er Jahren und er erlangte ab den frühen 1890er Jahren nationale Bekanntheit. „Da er eine Abneigung gegen das Reisen und das Verlassen seiner Familie hatte“, steigert sich seine Bekanntheit erst, als er 1904 eingeladen wurde, in der Carnegie Hall auf der dritten Jahrestagung der American Guild of Banjoists, Mandolinists and Guitarists zu spielen.
1911 zog Foden mit seiner Familie nach Englewood im US-Bundesstaat New Jersey, in der Nähe von New York City. Zuvor hatte er zusammen mit Giuseppe Pettine (Mandoline) und Frederick Bacon (Banjo) eine erfolgreiche achtmonatige Tournee durch die Vereinigten Staaten und British Columbia absolviert, die von den Zeitungen als „The Big Trio“ gefeiert wurde. Von Englewood aus pendelte er nach New York City, wo er in einem Studio in der 42nd Street Gitarre und andere Saiteninstrumente unterrichtete. Für den Verleger Wm. J. Smith arrangierte er zahlreiche Werke für Mandolinenorchester, Gitarre, Banjo, Ukulele und Hawaiigitarre. Sein zweibändiges Lehrbuch Grand Guitar Method (1920, 1921) enthält zahlreiche Originalkompositionen, zusätzlich hierzu hat er fast 50 Solokompositionen veröffentlicht. Außerdem hinterließ er mehr als hundert Kompositionen und Arrangements als Manuskript.
Von 1892 bis in die frühen 1900er Jahre machte Foden Werbung für Gitarren der Gitarrenbauer Washburn Guitars und Lyon & Healy. Er selbst nutzte ab Beginn des 20. Jahrhunderts Gitarren des Gitarrenbauers C. F. Martin & Co. und empfahl sie seinen Schülern. Zwischen 1912 und 1917 verkaufte C. F. Martin & Co. sogar „Foden Special“-Gitarren, die in Zusammenarbeit mit William Foden entwickelt wurden.

## Rezeption
Nach Douglas Back lassen sich William Fodens Werke in zwei Kategorien einteilen:
a) leichte, populäre Kompositionen in etablierten Tanzformen, wie Walzer, Marsch und Polka, die in erster Linie zur Erzielung eines Einkommens geschrieben wurden und
b) virtuose klassische Kompositionen, die sich als Paradestücke für seine eigenen Konzerte eigneten.
Stilistisch lehnte Foden sich an ältere europäische Komponisten an, wie etwa Fernando Sor, Johann Kaspar Mertz und Marco Aurelio Zani de Ferranti. Er ist mit seinen einfallsreichen Modulationen und der ungewöhnlichen Wahl der Tonarten aber stets originell. Besonders bekannt war Foden für seine außergewöhnliche Tremolotechnik.

## Werke für Gitarre (Auswahl)
- Celebrated Diamond Clog (1887)[3]
- Flower Girl Schottische (1887)
- Il Grande (1890)
- La Ballerina Waltz für eine und für zwei Gitarren (1890)
- Enchantment (1892)
- Chevalier March (1895)
- Esperanza (1896)
- Grand Valse Caprice (1896)
- Preludes (1896)
- Serenata (1896)
- Barcarolle (1919)
- Don’t Forget to Write to Me Darling (1919)
- Maritana (Grand Selections) (1919)
- Minuet in F major (1919)
- ’Tis the Last Rose of Summer (1919)
- Capitol March (1920)
- Grand Fantasie of American Songs (1920)
- Grand Fantasie on ’Annie Laurie’ (1920)